# Vierdaagse van Duinkerke 2019
De 65e editie van de Vierdaagse van Duinkerke wordt verreden in 2019 van 14 tot en met 19 mei. De start en finish zijn in Duinkerke. De ronde maakte deel uit van de UCI Europe Tour 2019 in de UCI-wedstrijdcategorie 2.HC. In 2018 won de Belg Dimitri Claeys.

## Deelnemende ploegen
| WorldTour        | ProContinentaal               | ProContinentaal          | Continentaal                        |
| ---------------- | ----------------------------- | ------------------------ | ----------------------------------- |
| AG2R La Mondiale | Arkéa Samsic                  | Total Direct Énergie     | Natura4Ever-Roubaix Lille Métropole |
| Groupama-FDJ     | Cofidis                       | Sport Vlaanderen-Baloise | Saint Michel-Auber 93               |
| Lotto Soudal     | Delko Marseille Provence      | Vital Concept-B&B Hotels |                                     |
| Team Jumbo-Visma | Israel Cycling Academy        | Corendon-Circus          |                                     |
|                  | Euskadi Basque Country-Murias | Roompot-Charles          |                                     |
|                  | Wallonie Bruxelles            | Wanty-Gobert             |                                     |

## Etappe-overzicht
| etappe | datum  | start            | finish        | type       | afstand  | winnaar           | klassementsleider |
| ------ | ------ | ---------------- | ------------- | ---------- | -------- | ----------------- | ----------------- |
| 1e     | 14 mei | Duinkerke        | Konde         | Vlakke rit | 172,9 km | Dylan Groenewegen | Dylan Groenewegen |
| 2e     | 15 mei | Wallaar          | Saint-Quentin | Heuvelrit  | 177,7 km | Dylan Groenewegen | Dylan Groenewegen |
| 3e     | 16 mei | Laon             | Compiègne     | Heuvelrit  | 156,6 km | Dylan Groenewegen | Dylan Groenewegen |
| 4e     | 17 mei | Fort-Mahon-Plage | Turbodingem   | Heuvelrit  | 179,8 km | Bryan Coquard     | Mike Teunissen    |
| 5e     | 18 mei | Grevelingen      | Kassel        | Heuvelrit  | 181,5 km | Mike Teunissen    | Mike Teunissen    |
| 6e     | 19 mei | Roubaix          | Duinkerke     | Vlakke rit | 187,3 km | Mike Teunissen    | Mike Teunissen    |

## Eindklassementen
| Plaats    | Naam                  | Ploeg                      | Tijd      |
| --------- | --------------------- | -------------------------- | --------- |
| Roze trui | Mike Teunissen        | Team Jumbo-Visma           | 25u37'41" |
| 2         | Amund Grøndahl Jansen | Team Jumbo-Visma           | + 24"     |
| 3         | Jens Keukeleire       | Lotto Soudal               | + 32"     |
| 4         | Anthony Turgis        | Total Direct Énergie       | + 36"     |
| 5         | Tom Van Asbroeck      | Israel Cycling Academy     | + 39"     |
| 6         | Aimé De Gendt         | Wanty-Gobert               | + 42"     |
| 7         | Anthony Delaplace     | Arkéa Samsic               | + 45"     |
| 8         | Dimitri Claeys        | Cofidis, Solutions Crédits | z.t.      |
| 9         | Julien Antomarchi     | Roubaix Lille Métropole    | + 54"     |
| 10        | Frederik Backaert     | Wanty-Gobert               | + 1'02"   |

| Plaats      | Naam              | Ploeg                  | Punten |
| ----------- | ----------------- | ---------------------- | ------ |
| Groene trui | Mike Teunissen    | Team Jumbo-Visma       | 83     |
| 2           | Dylan Groenewegen | Team Jumbo-Visma       | 77     |
| 3           | Marc Sarreau      | Groupama-FDJ           | 53     |
|             |                   |                        |        |
| 4           | Tom Van Asbroeck  | Israel Cycling Academy | 53     |

| Plaats | Naam                | Ploeg                    | Punten |
| ------ | ------------------- | ------------------------ | ------ |
| 1      | Lionel Taminiaux    | Wallonie-Bruxelles       | 29     |
| 2      | Julien Trarieux     | Delko Marseille Provence | 10     |
| 3      | Lasse Norman Hansen | Corendon-Circus          | 10     |
|        |                     |                          |        |
| 4      | Elmar Reinders      | Roompot-Charles          | 9      |

| Plaats | Ploeg                 | Tijd      |
| ------ | --------------------- | --------- |
|        | Arkéa Samsic          | 76u56'38" |
| 2      | Lotto Soudal          | + 1'17"   |
| 3      | Saint Michel-Auber 93 | + 1'50"   |

1955 · 1956 · 1957 · 1958 · 1959 · 1960 · 1961 · 1962 · 1963 · 1964 · 1965 · 1966 · 1967 · 1968 · 1969 · 1970 · 1971 · 1972 · 1973 · 1974 · 1975 · 1976 · 1977 · 1978 · 1979 · 1980 · 1981 · 1982 · 1983 · 1984 · 1985 · 1986 · 1987 · 1988 · 1989 · 1990 · 1991 · 1992 · 1993 · 1994 · 1995 · 1996 · 1997 · 1998 · 1999 · 2000 · 2001 · 2002 · 2003 · 2004 · 2005 · 2006 · 2007 · 2008 · 2009 · 2010 · 2011 · 2012 · 2013 · 2014 · 2015 · 2016 · 2017 · 2018 · 2019 · 2020 · 2021 · 2022 · 2023 · 2024